# ينفريد ميشيل
ينفريد ميشيل (بالألمانية: Winfried Michel)‏ هو ملحن ألماني، ولد في 1948 في فولدا في ألمانيا.

## وصلات خارجية
- ينفريد ميشيل على موقع ميوزك برينز (الإنجليزية)
- ينفريد ميشيل على موقع ديسكوغز (الإنجليزية)